# فيليب كينغ إنرايت
السير فيليب كينغ إنرايت (مواليد 4 أغسطس 1894 – 29 سبتمبر 1960) كان أميرالاً بريطانيًا في البحرية الملكية ، و خدم خلال الحرب العالمية الثانية.

## السيرة الشخصية
ولد إنرايت في ليسكيرد ، وكورنوال ، من والديه جون وبريجيت إي إنرايت ،  وتلقى تعليمه في مدرسة المستشفى الملكي ، غرينتش ، قبل انضمامه إلى البحرية في سن الخامسة عشرة باعتباره «فتى ، الدرجة الثانية» في 19 أبريل 1910 في غانغس ، وهي مدرسة تدريب بحرية مقرها في شوتلي ، بالقرب من إبسويتش في سوفولك ؛  بعد ذلك التحق بالكلية البحرية الملكية ، غرينتش .
كان الأدميرال إنرايت في الواقع أول شخص في تاريخ البحرية الملكية يتم ترقيته من المراتب السفلية (الرتب غير المفوضة) ليصبح فورا أميرالًا.

## الجوائز
أصبح إنرايت قائدًا في الإمبراطورية البريطانية (CBE) في 11 يونيو 1946 ،  و قائد فارس في الإمبراطورية البريطانية (KBE) في عام 1952 .